# ثيلما رايت
ثيلما رايت (ولدت في 9 أكتوبر 1951) هي عداءة المسافات المتوسطة الكندية. شاركت في سباق 1500 متر في أولمبياد 1972 الصيفي وأولمبياد 1976 الصيفي .  في عام 1970 ، فازت رايت بميدالية برونزية في بطولة العالم للعدو الريفي في فرنسا ، وبرونزية في ألعاب الكومنولث في أدنبره لمسافات 1500 متر .

## روابط خارجية
- ثيلما رايت على موقع الاتحاد الدولي لألعاب القوى (الإنجليزية)
- ثيلما رايت على موقع أوليمبيديا (الإنجليزية)
- ثيلما رايت على موقع اللجنة الأولمبية الكندية (الإنجليزية)
- ثيلما رايت على موقع اتحاد ألعاب الكومنولث (مؤرشف) (الإنجليزية)
- ثيلما رايت على موقع قاعة كولومبيا البريطانية للمشاهير الرياضية (الإنجليزية)